# Linz Open 2024
Linz Open 2024 a fost un turneu profesionist de tenis feminin care s-a jucat pe terenuri dure acoperite. A fost cea de-a 33-a ediție a turneului și a făcut parte din seria WTA 500 a Circuitul WTA 2024. A avut loc TipsArena Linz din Linz, Austria, în perioada 29 ianuarie–4 februarie 2024.

## Campioni

### Simplu
Pentru mai multe informații consultați Linz Open 2024 – Simplu

### Dublu
Pentru mai multe informații consultați Linz Open 2024 – Dublu

## Puncte și premii în bani

### Distribuția punctelor
| Probă          | C   | F   | SF  | QF  | R16 | R32 | Q   | Q2  | Q1  |
| Simplu feminin | 500 | 325 | 195 | 108 | 60  | 1   | 25  | 13  | 1   |
| Dublu feminin  | 500 | 325 | 195 | 108 | 1   | N/A | N/A | N/A | N/A |

### Premii în bani
| Probă   | C        | F       | SF      | QF      | R16     | R32    | Q2     | Q1     |
| Simplu  | $142,000 | $87,655 | $51,205 | $24,200 | $13,170 | $8,860 | $6,603 | $3,380 |
| Dublu * | $47,390  | $28,720 | $16,430 | $8,510  | $5,140  | N/A    | N/A    | N/A    |

* per echipă